# Mauro Antonio Santaromita
Pour les articles homonymes, voir Santaromita.
Mauro-Antonio Santaromita (né le 18 septembre 1964 à Varèse, en Lombardie) est un coureur cycliste italien.

## Biographie
Mauro-Antonio Santaromita devient professionnel en 1986 et le reste jusqu'en 1997. Il remporte deux victoires au cours de sa carrière. 
Son frère Ivan est également coureur cycliste professionnel depuis 2005.

## Palmarès

### Palmarès amateur
- 1985
  - Giro del Montalbano

### Palmarès professionnel
- 1987
  - 8e de la Coors Classic
- 1989
  - Classement général du Tour du Trentin
- 1997
  - 2e étape de la Hofbrau Cup (contre-la-montre par équipes)

## Résultats sur les grands tours

### Tour de France
4 participations
- 1990 : 131e
- 1991 : 147e
- 1993 : 65e
- 1994 : 65e

### Tour d'Italie
10 participations
- 1986 : 134e
- 1987 : 38e
- 1988 : 34e
- 1989 : 36e
- 1990 : 65e
- 1992 : 75e
- 1993 : 65e
- 1994 : 53e
- 1995 : 86e
- 1997 : 107e

### Tour d'Espagne
4 participations
- 1988 : 32e
- 1991 : abandon
- 1992 : abandon
- 1996 : abandon